# كأس البرتغال 1993–94
كأس البرتغال 1993–94 (بالبرتغالية: Taça de Portugal de 1993–94‏) هو موسم من كأس البرتغال. فاز فيه نادي بورتو.